# Phong Thạnh, Vĩnh Long
Phong Thạnh là một xã thuộc tỉnh Vĩnh Long, Việt Nam.

## Địa lý
Xã Phong Thạnh có vị trí địa lý:
- Phía đông giáp xã Tiểu Cần.
- Phía tây giáp thành phố Cần Thơ, ranh giới là sông Hậu.
- Phía nam giáp xã Tân Hòa.
- Phía bắc giáp các xã An Phú Tân, Cầu Kè và Tân An.

Xã Phong Thạnh có diện tích 77,33 km², dân số năm 2025 là 41.525 người, mật độ dân số đạt 536 người/km².

## Lịch sử
Ngày 16 tháng 6 năm 2025, Ủy ban Thường vụ Quốc hội ban hành Nghị quyết số 1687/NQ-UBTVQH15 về việc sắp xếp các đơn vị hành chính cấp xã của tỉnh Vĩnh Long năm 2025. Theo đó, sắp xếp toàn bộ diện tích tự nhiên, quy mô dân số của các xã Ninh Thới, Phong Phú và Phong Thạnh thành xã mới có tên gọi là xã Phong Thạnh.
Sau khi sáp nhập, xã Phong Thạnh có 77,33 km² diện tích tự nhiên và dân số 41.525 người.

## Hành chính
Xã Phong Thạnh được chia thành 6 ấp: I, II, III, Cả Chương, Cây Gòn, Xóm Giữa.